# 이영선 (육상 선수)
이영선(李英先, 1974년 2월 21일~)은 대한민국의 육상인으로 주 종목은 창던지기이다. 1990년대의 대한민국 여자 창던지기를 대표하는 선수로 올림픽에 3회(1992, 1996, 2000) 참가했다.
은퇴 후에는 대한민국 국가대표 상비군 지도자를 거쳐 모교인 한국체육대학교에서 교편을 잡고 있다.

## 참고 문헌
- 정범철, 〈한국 여자창던지기 이영선 구술사 연구〉, 체육사학회지 23, 2018